# Молочай трёхзубчатый
Молочай трёхзубчатый (лат. Euphorbia triodonta) — вид двудольных растений рода Молочай (Euphorbia) семейства Молочайные (Euphorbiaceae). Под текущим таксономическим названием растение было описано российским ботаником Ярославом Ивановичем Прохановым в 1949 году.
Синонимичное название — Tithymalus triodontus Prokh.basionym.

## Распространение, описание
Эндемик Узбекистана.
Листья простые, без членения. Соцветие — зонтик, несёт цветки жёлтого цвета. Плод — коробочка либо многоорешек[прояснить]. Ядовито.

## Замечания по охране
Занесён в Красную книгу Узбекистана.